# Teignbridge
Teignbridge – dystrykt w hrabstwie Devon w Anglii.

## Miasta
- Ashburton
- Buckfastleigh
- Chudleigh
- Dawlish
- Kingsteignton
- Moretonhampstead
- Newton Abbot
- Teignmouth

## Inne miejscowości
Abbotskerswell, Ashcombe, Ashton, Bickington, Bishopsteignton, Bovey Tracey, Bridford, Broadhempston, Buckland in the Moor, Christow, Coffinswell, Combeinteignhead, Dawlish Warren, Denbury, Denbury and Torbryan, Doddiscombsleigh, Dunchideock, Dunsford, Exminster, Haccombe with Combe, Hennock, Higher Ashton, Holcombe Burnell, Ide, Ideford, Ilsington, Ipplepen, Kenn, Kennford, Kenton, Kingskerswell, Lower Ashton, Lustleigh, Mamhead, Manaton, North Bovey, Ogwell, Powderham, Shaldon, Shillingford St. George, Starcross, Stokeinteignhead, Tedburn St. Mary, Teigngrace, Trusham, Whitestone, Widecombe in the Moor, Woodland.